# Enrique Collar
Enrique Collar Monterrubio (San Juan de Aznalfarache, provincia de Sevilla, 2 de noviembre de 1934) es un exjugador internacional español de fútbol. En la actualidad es presidente de la Fundación del Club Atlético de Madrid, en el que desarrolló casi toda su carrera deportiva.

## Biografía
Tras iniciarse futbolísticamente en equipos de base de su tierra como el Imperial CF, Enrique Collar continuó su carrera deportiva en Madrid, en el Peña Noria, de donde es fichado para las categorías inferiores del Atlético de Madrid.
En 1952 los hermanos Collar, Enrique, Juan de Dios, Pepe y Antonio son cedidos al Cádiz CF, que militaba en la Tercera División.
La temporada siguiente, 1953/54, debuta con el Atlético de Madrid en Primera División, pero disputa tan solo cuatro partidos y de cara a la temporada 1954/55 es cedido nuevamente, en esta ocasión al Real Murcia, en la Segunda División. Allí no finaliza la temporada, dado que es reclamado de vuelta por el Atlético de Madrid, en el que permanecerá ya de forma ininterrumpida hasta 1969, militando un total de dieciséis temporadas en el conjunto rojiblanco.
Con el equipo madrileño disputó un total de 470 partidos (339 de ellos de Liga), siendo el cuarto futbolista que más encuentros ha jugado con el Atlético, y el octavo máximo goleador del equipo con 105 tantos. Entre 1955 y 1962 Collar formó, juntó con su compañero de equipo Joaquín Peiró, una gran combinación de juego en el ataque de la banda izquierda rojiblanca que recibió el nombre del Ala infernal.
En su palmarés como rojiblanco figuran una Recopa, una Liga y tres Copas del Generalísimo.
Tras su paso por el conjunto madrileño y antes de su definitiva retirada de los terrenos de juego, disputó una última temporada, la 1969/70 en el Valencia CF.

### Selección nacional
Enrique Collar disputó un total de 16 encuentros con la Selección española, anotando cinco goles. Su debut se produjo el 19 de junio de 1955, al ser convocado por el equipo técnico encargado en esos momentos de la Selección (Juan Touzón, Pablo Hernández Coronado y José Luis del Valle). Posteriormente también contarían con Collar para el equipo nacional Guillermo Eizaguirre, Manuel Meana, el equipo integrado por José Luis Costa, Ramón Gabilondo y José Luis Lasplazas, Pedro Escartín, Pablo Hernández Coronado y José Villalonga.
La relación de partidos disputados por Collar con España es la siguiente:
| Fecha      | Competición                        | Estadio                 | Ciudad                    | Encuentro        | Encuentro | Encuentro         |
| ---------- | ---------------------------------- | ----------------------- | ------------------------- | ---------------- | --------- | ----------------- |
| 19/06/1955 | Amistoso                           | Charmilles              | Ginebra (Suiza)           | Suiza            | 0:3       | España            |
| 27/11/1955 | Amistoso                           | Dalymount Park          | Dublín (Irlanda)          | Irlanda          | 2:2       | España            |
| 30/11/1955 | Amistoso                           | Wembley                 | Londres (Inglaterra)      | Inglaterra       | 4:1       | España            |
| 13/03/1958 | Amistoso                           | Parque de los Príncipes | París (Francia)           | Francia          | 2:2       | España            |
| 19/03/1958 | Amistoso                           | Waldstadion             | Fráncfort (R.F. Alemana)  | Alemania Federal | 2:0       | España            |
| 10/07/1960 | Amistoso                           | Nacional                | Lima (Perú)               | Perú             | 1:3       | España            |
| 14/07/1960 | Amistoso                           | Nacional                | Santiago de Chile (Chile) | Chile            | 0:4       | España            |
| 17/07/1960 | Amistoso                           | Nacional                | Santiago de Chile (Chile) | Chile            | 1:4       | España            |
| 24/07/1960 | Amistoso                           | Monumental de Núñez     | Buenos Aires (Argentina)  | Argentina        | 2:0       | España            |
| 23/11/1961 | Clasificación Mundial Chile 1962   | Santiago Bernabéu       | Madrid                    | España           | 3:2       | Marruecos         |
| 06/06/1962 | Mundial Chile 1962                 | Sausalito               | Viña del Mar (Chile)      | Brasil           | 2:1       | España            |
| 01/11/1962 | Clasificación Eurocopa España 1964 | Santiago Bernabéu       | Madrid                    | España           | 6:0       | Rumania           |
| 25/11/1962 | Clasificación Eurocopa 1964        | Nacional                | Bucarest (Rumania)        | Rumania          | 3:1       | España            |
| 02/12/1962 | Amistoso                           | Heysel                  | Bruselas (Bélgica)        | Bélgica          | 1:1       | España            |
| 09/01/1963 | Amistoso                           | Camp Nou                | Barcelona                 | España           | 0:0       | Francia           |
| 30/05/1963 | Clasificación Eurocopa España 1964 | San Mamés               | Bilbao                    | España           | 1:0       | Irlanda del Norte |

#### Participaciones en Copas del Mundo
| Mundial                        | Sede  | Resultado    | Partidos | Goles |
| ------------------------------ | ----- | ------------ | -------- | ----- |
| Copa Mundial de Fútbol de 1962 | Chile | Primera Fase | 1        | 0     |

## Clubes
- Cádiz CF (1952-1953)
- Atlético de Madrid (1953-1954)
- Real Murcia (1954-1955)
- Atlético de Madrid (1954-1969)
- Valencia CF (1969-1970)

## Títulos

### Competiciones internacionales
- 1 Recopa de Europa: 1962 (Atlético de Madrid)

### Competiciones Nacionales
- 1 Liga: 1965/66 (Atlético de Madrid)
- 3 Copas del Generalísimo: 1960, 1961 y 1965 (Atlético de Madrid)